# Саммит (Арканзас)
Саммит (англ. Summit) — город, расположенный в округе Марион (штат Арканзас, США) с населением в 586 человек по статистическим данным переписи 2000 года.

## География
По данным Бюро переписи населения США Саммит имеет общую площадь в 3,11 квадратных километров, водных ресурсов в черте населённого пункта не имеется.
Город Саммит расположен на высоте 261 метр над уровнем моря.

## Демография
По данным переписи населения 2000 года в Саммите проживало 586 человек, 156 семей, насчитывалось 234 домашних хозяйств и 280 жилых домов. Средняя плотность населения составляла около 183,1 человек на один квадратный километр. Расовый состав Саммита по данным переписи распределился следующим образом: 96,42 % белых, 0,51 % — чёрных или афроамериканцев, 1,54 % — коренных американцев, 1,37 % — представителей смешанных рас, 0,17 % — других народностей. Испаноговорящие составили 1,54 % от всех жителей города.
Из 234 домашних хозяйств в 38,9 % — воспитывали детей в возрасте до 18 лет, 44,0 % представляли собой совместно проживающие супружеские пары, в 16,2 % семей женщины проживали без мужей, 33,3 % не имели семей. 30,3 % от общего числа семей на момент переписи жили самостоятельно, при этом 11,5 % составили одинокие пожилые люди в возрасте 65 лет и старше. Средний размер домашнего хозяйства составил 2,50 человек, а средний размер семьи — 3,12 человек.
Население города по возрастному диапазону по данным переписи 2000 года распределилось следующим образом: 30,5 % — жители младше 18 лет, 9,2 % — между 18 и 24 годами, 29,0 % — от 25 до 44 лет, 20,3 % — от 45 до 64 лет и 10,9 % — в возрасте 65 лет и старше. Средний возраст жителей составил 32 года. На каждые 100 женщин в Саммите приходилось 112,3 мужчин, при этом на каждые сто женщин 18 лет и старше приходилось 98,5 мужчин также старше 18 лет.
Средний доход на одно домашнее хозяйство в городе составил 22 500 долларов США, а средний доход на одну семью — 27 308 долларов. При этом мужчины имели средний доход в 20 054 доллара США в год против 18 214 долларов среднегодового дохода у женщин. Доход на душу населения в городе составил 10 393 доллара в год. 13,5 % от всего числа семей в населённом пункте и 20,2 % от всей численности населения находилось на момент переписи населения за чертой бедности, при этом 29,7 % из них были моложе 18 лет и 8,1 % — в возрасте 65 лет и старше.